# Prospekt

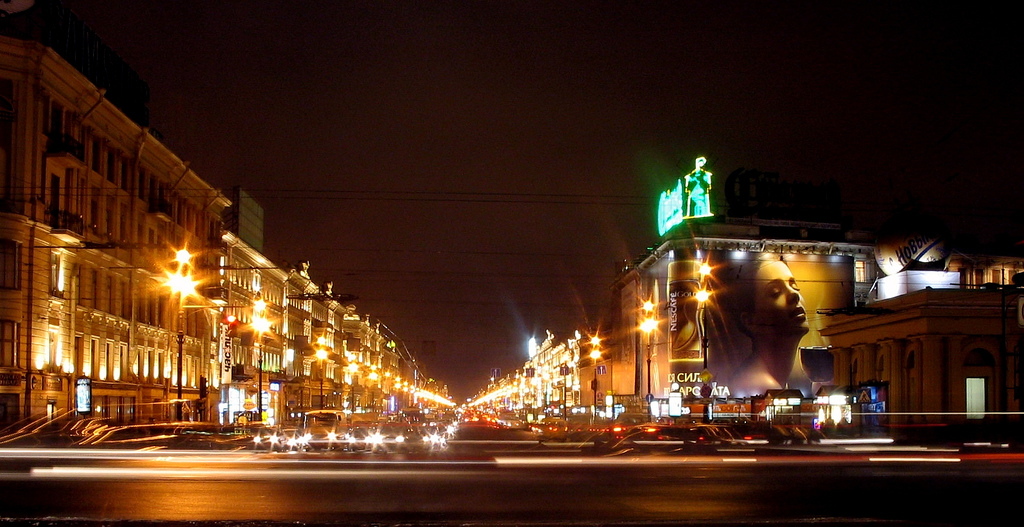
Petrohradský Něvský prospekt v noci

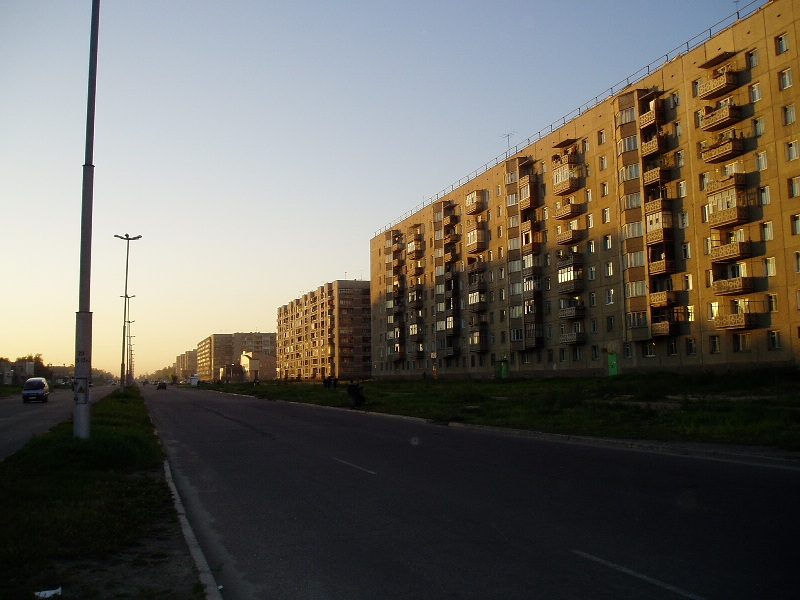
Angarský prospekt v Petrohradu

Prospekt (rusky проспект, z latinského prospectus) je ruské označení pro hlavní třídu (bulvár) ve městech.
Jako prospekty jsou označovány ulice hlavně v zemích bývalého SSSR; jedná se o velmi dlouhé třídy vedené radiálně velkého dopravního významu. V dobách existence Sovětského svazu existovaly tendence toto označení používat i v dalších zemích tzv. Východního bloku, včetně tehdejší ČSSR.